# Chuột chũi Senkaku
Mogera uchidai là một loài động vật có vú trong họ Talpidae, bộ Soricomorpha. Loài này được Abe, Shiraishi & Arai mô tả năm 1991.
Đây là loài đặc hữu Uotsuri-jima thuộc quần đảo Senkaku.

## Đe dọa về sinh thái
Sự tồn tại của loài này đang bị đe dọa do mất nơi sống, do sự du nhập của dê thuần hóa năm 1978; số dê trên hòn đảo nhỏ này hiên hơn 300 con. Hiện trạng bảo tồn của loài chuột chũi này đã được nâng lên cấp CR năm 2010 theo Trung tâm Đa dạng sinh học Nhật Bản.